# Helena Henschen
Helena Henschen, född 21 mars 1940 i Solna, död 27 januari 2011 i Farsta, var en svensk formgivare och författare. Hon var en av grundarna till designföretaget Mah-Jong.
Helena Henschen var dotter till konstnären Anders Henschen av släkten Henschen och Marianne von Sydow samt brorsdotter till Helga Henschen.
Hon arbetade för bland annat tidskriften Moderna Tider, SKP:s tidskrift Marxistiskt Forum och för Stockholms stadsmuseum. Henschen har även skrivit och illustrerat barnböcker. 
Henschen debuterade som skönlitterär författare 2004 med boken I skuggan av ett brott, som behandlar de von Sydowska morden, vilka utspelade sig i hennes mors familj. Hösten 2008 gav Henschen ut Hon älskade, en bok om farmodern Signe Henschen, dotter till bankmannen och mecenaten Ernest Thiel. 
Helena Henschen var gift första gången med arkitekten Peter B Larsson (son till Matts Bergom Larsson), andra gången med konstnären Håkan Nyberg och tredje gången med författaren Gunnar Ohrlander. I första äktenskapet blev hon mor till Jesper Bergom-Larsson, i andra giftet hade hon en dotter och i tredje äktenskapet ett par tvillingdöttrar.
Henschen avled av en hjärnblödning 2011.

## Priser och utmärkelser
- 2004 – Svenska Akademiens belöning
- 2004 – BMF-plaketten för I skuggan av ett brott
- 2005 – Tidningen Vi:s läsarpris
- 2007 – Priset Stockholm läser
- 2009 – Europeiska unionens litteraturpris